# Stare spróchniałe drzwi
Stare spróchniałe drzwi – debiutancki album Piotra Kajetana Matczuka z 2006. Cena płyty w roku wydania wynosiła 20 zł.

## Twórcy
- Piotr Kajetan Matczuk – śpiew, pianino
- Jacek Pechman – grafika
- Marcin Pyciak – produkcja

Słowa:
- 1 – sł. Zbigniew Herbert
- 2, 5, 7, 8, 9 – sł. Krzysztof Kamil Baczyński
- 3 – sł. Bruno Jasieński
- 4 – sł. Czesław Miłosz
- 6, 10, 12, 13 – sł. Piotr Kajetan Matczuk
- 11 – sł. Jacek Kaczmarski

Muzyka:
- Piotr Kajetan Matczuk

## Lista utworów
1. Domysły na temat Barabasza
2. Psalm 4
3. Echo o Żeromskim
4. Piosenka o porcelanie
5. Legenda
6. Stare spróchniałe drzwi
7. Krzyż
8. Których nam nikt nie wynagrodzi
9. Wiatr
10. Nigdy Ci nie napiszę epitafium
11. Oddział chorych na raka á la Polonaise A.D.2002
12. Opowieść syberyjska
13. Śmierć poety. 1944